# Župnija Jernej nad Muto
Župnija Sv. Jernej nad Muto je rimskokatoliška teritorialna župnija dekanije Radlje-Vuzenica koroškega naddekanata, ki je del nadškofije Maribor.
Župnijska cerkev je cerkev sv. Jerneja.